# Jean-Christophe Lerondeau
Jean-Christophe Lerondeau (né le 27 juin 1963 à Juvisy-sur-Orge) est un joueur professionnel français de hockey sur glace.

## Carrière
Jean-Christophe Lerondeau s'initie au hockey comme son frère Xavier, de sept ans son aîné. Il étudie au collège et lycée privé Saint-Louis-Saint-Clément de Viry-Châtillon entre 1974 et 1979. Son club formateur est l'OHC Viry.
Il commence en Nationale A à Viry en 1980, en faisant des études de pharmacie. En 1985, il s'engage avec les Français volants de Paris. Il remporte la Coupe de France en 1987 puis le championnat en 1989. En 1991, il est licencié en raison des faillites des équipes françaises, il reste néanmoins chez les Volants en Nationale 2 et quitte le club après sa première saison dans la division supérieure.
Jean-Christophe Lerondeau fait d'abord partie de l'équipe de France des moins de 18 ans dans le Championnat d'Europe en 1980, et en 1981 que la France remporte. Il est présent au championnat du monde des moins de 20 ans en 1982. Il participe aux Jeux olympiques de 1988 à Calgary,,.
Il refuse la sélection pour le championnat du monde en avril 1989, car il doit faire un stage d'un mois pour obtenir son diplôme de pharmacien. À la fin de l'année, il fait savoir dans la presse qu'il est disponible et déçu de ne plus être appelé. Le sélectionneur Kjell Larsson n'apprécie pas mais le convoque pour le championnat du monde 1990 à Lyon et Megève, où il ne joue aucun match,.
Après sa carrière, il s'installe à Ballancourt-sur-Essonne et ouvre sa pharmacie.